# Ordine dei Dottori Commercialisti e degli Esperti Contabili
Il Consiglio Nazionale dei Dottori Commercialisti e degli Esperti Contabili (in acronimo CNDCEC) è un ordine professionale al quale devono essere iscritti coloro che esercitino la libera professione di Dottore commercialista ed Esperto Contabile in Italia.
Venne istituito dal d.lgs 28 giugno 2005, n. 139 - con decorrenza dal 1º gennaio 2008 - dalla fusione degli ordini dei dottori commercialisti, dei ragionieri commercialisti e dei periti commerciali, ed è articolato in vari enti pubblici non economici a carattere associativo, ovvero il Consiglio Nazionale dei Dottori Commercialisti e degli Esperti Contabili, e gli ordini territoriali.

## Storia
Con i decreti del presidente della Repubblica 27 ottobre 1953, numeri 1067 e 1068, vennero costituiti, rispettivamente, gli ordini territoriali dei dottori commercialisti e i collegi locali dei ragionieri e periti commerciali (aventi sede nei capoluoghi dei circondari con più di 15 professionisti in attività), che sarebbero stati coordinati, vigilati e rappresentati dai corrispondenti consigli nazionali, presso il Ministero di Grazia e Giustizia.
Entrambi i suddetti decreti vennero aboliti dal decreto legislativo 28 giugno 2005, numero 139, che il 1º gennaio 2008 fece confluire tutti gli iscritti dei previgenti ordini dei dottori commercialisti e dei collegi dei ragionieri e periti commerciali nella sezione A dell'albo dell'Ordine dei Dottori Commercialisti e degli Esperti Contabili.

## Organizzazione

### Funzioni e competenze
Il Consiglio Nazionale dei Dottori Commercialisti e degli Esperti Contabili (CNDCEC) ha diverse funzioni a livello nazionale, come la rappresentanza istituzionale degli iscritti, la formulazione di pareri su progetti di legge o di regolamento riguardanti la professione, l'adozione e l'aggiornamento del codice deontologico, la regolamentazione della funzione disciplinare, la coordinazione e la promozione delle attività dei consigli dell'ordine, la vigilanza sul regolare funzionamento dei consigli, la gestione amministrativa dei ricorsi riguardanti alcune decisioni dei consigli e l'approvazione dei programmi di formazione degli ordini. Il presidente del Consiglio Nazionale e i ventuno consiglieri (di cui almeno 11 devono essere iscritti nella sezione A dell'albo) sono eletti ogni quattro anni dai consigli degli ordini territoriali, il cui peso elettorale dipende dal numero di iscritti, mentre il vicepresidente, il tesoriere e il segretario sono scelti tra i consiglieri dallo stesso Consiglio.

### L'albo
L'albo è diviso in due parti, tra cui la sezione A è quella dei dottori e ragionieri commercialisti e la sezione B è quella degli esperti contabili, mentre coloro che, per ragioni di incompatibilità, non possono esercitare la professione hanno la possibilità di iscriversi in uno speciale elenco separato.

### Distribuzione sul territorio
Il d.lgs. 28 giugno 2005, n. 139 stabilisce che in ogni circondario giudiziario di tribunale ordinario ha sede un ordine territoriale nel quale abbiano il domicilio professionale almeno 200 tra commercialisti ed esperti contabili e almeno 50 ne facciano domanda (anche se, su richiesta dell'assemblea degli iscritti, il ministro della giustizia può disporre la confluenza di un ordine in un altro). Essi sono enti pubblici non economici a struttura associativa e con autonomia finanziaria e patrimoniale, stabiliscono la propria organizzazione con regolamenti e sono soggetti esclusivamente alla vigilanza del Ministero della Giustizia. Tra le funzioni del consiglio c'è la rappresentanza degli iscritti nell'ambito territoriale, la vigilanza sul rispetto delle leggi e delle disposizioni riguardante l'esercizio della professione, la tenuta dell'albo e l'elenco speciale dei non esercenti, la tutela dei titoli professionali, la deliberazione di provvedimenti disciplinari, la gestione finanziaria e la nomina di rappresentanti dell’ordine presso commissioni, enti ed organizzazioni di carattere locale.
Il presidente e i consiglieri di ogni ordine territoriale, di cui la legge stabilisce il numero e la ripartizione per titoli professionali, vengono eletti per liste ogni quattro anni direttamente dall'assemblea elettorale degli iscritti, mentre il vicepresidente, il segretario e il tesoriere sono nominati, al proprio interno, dal consiglio stesso. La distribuzione degli ordini sul territorio italiano può essere così sintetizzata:
- Abruzzo: Avezzano, Chieti, Lanciano, L'Aquila e Sulmona, Pescara, Teramo, Vasto,
- Basilicata: Matera, Potenza
- Calabria: Castrovillari, Catanzaro, Cosenza, Crotone, Lamezia Terme, Locri, Palmi, Paola, Reggio Calabria, Vibo Valentia,
- Campania: Avellino, Benevento, Caserta, Napoli, Napoli Nord, Nocera Inferiore, Nola, Sala Consilina, Salerno, Torre Annunziata, Vallo della Lucania,
- Emilia Romagna: Bologna, Ferrara, Forlì, Modena, Parma, Piacenza, Ravenna, Reggio Emilia, Rimini
- Friuli-Venezia Giulia: Gorizia, Pordenone, Trieste, Udine,
- Lazio: Cassino, Civitavecchia, Frosinone, Latina, Rieti, Roma, Tivoli, Viterbo
- Liguria: Genova, Imperia, La Spezia, Savona,
- Lombardia: Bergamo, Brescia, Busto Arsizio, Como, Cremona, Lecco, Lodi, Mantova, Milano, Monza e Brianza, Pavia, Sondrio, Varese,
- Marche: Ancona, Ascoli Piceno, Fermo, Macerata e Camerino, Pesaro e Urbino,
- Molise: Campobasso, Isernia, Larino
- Piemonte: Alessandria, Asti, Biella, Cuneo, Novara, Torino, Verbania, Vercelli,
- Puglia: Bari, Brindisi, Foggia, Lecce, Taranto, Trani,
- Sardegna: Cagliari, Nuoro, Oristano, Sassari, Tempio Pausania,
- Sicilia: Agrigento, Barcellona Pozzo di Gotto, Caltagirone, Caltanissetta, Catania, Enna, Gela, Marsala, Messina, Ragusa, Palermo, Patti, Siracusa, Trapani,
- Toscana: Arezzo, Firenze, Grosseto, Livorno, Lucca, Massa Carrara, Pisa, Pistoia, Prato, Siena
- Trentino-Alto Adige: Bolzano, Trento e Rovereto,
- Umbria: Perugia, Terni,
- Val d'Aosta: Aosta
- Veneto: Belluno, Padova, Rovigo, Treviso, Venezia, Verona, Vicenza